# Kloksacilin
Kloksacilin je penicilinski antibiotik, ki se uporablja v zdravljenju številnih bakterijskih okužb, kot so impetigo, celulitis, pljučnica, septični artritis in vnetje zunanjega ušesa. Spada med tako imenovane antistafilokokne antibiotike, saj je načeloma učinkovit pri zdravljenju okužb s stafilokoki; ni učinkovit pri okužbah, ki jih povzroča proti meticilinu odporni Staphylococcus aureus (MRSA). Uporablja se peroralno (skozi usta) in v obliki intramuskularne injekcije.
Neželeni učinki vključujejo slabost, drisko in preobčutljivostne reakcije, vključno z anafilaksijo. Lahko pride tudi do driske zaradi okužbe s Clostridium difficile. Pri posameznikih, pri katerih je ob uporabi penicilinskih antibiotikov prišlo do preobčutljivostne reakcije, se uporaba kloksacilina odsvetuje. Podatki kažejo, da je uporaba med nosečnostjo relativno varna.
Kloksacilin so patentirali leta 1960 ter ga odobrili za klinično uporabo leta 1965. Uvrščen je na seznam osnovnih zdravil Svetovne zdravstvene organizacije, torej med najpomembnejša učinkovita in varna zdravila, potrebna za normalno zagotavljanje zdravstvene oskrbe. V Sloveniji ni registriranega zdravila s kloksacilinom.

## Mehanizem delovanja
Gre za polsintezni penicilinski antibiotik, ki deluje proti stafilokokom, ki proizvajajo betalaktamaze. 

## Farmakokinetika
Kloksacilin se za razliko od nekaterih drugih benzilpenicilinov absorbira iz prebavil po peroralni uporabi, vendar je absorpcija omejena.

## Družba in kultura
Kloksacilin so odkrili in razvili pri podjetju Beecham (danes GlaxoSmithKline).